# Borracho no se puede conducir por la ciudad (Peligrosos sociales)
«Borracho no se puede conducir por la ciudad (Peligrosos sociales)» es una canción de la banda de punk española «Kaka de Luxe». Es la cuarta canción de la cara B de su único álbum, «Las canciones malditas», editado en 1983 cuando ya se había disuelto el grupo. Se trata de un tema que no aparece en sus anteriores EP.

## Discos en los que aparece
- Las canciones malditas (El Fantasma del Paraíso, 1983) Vinilo LP. Pista 4B.[1]
- El fantasma del paraíso (El fantasma del paraíso, 1984) Vinilo LP. Pista A6[2]
- Las canciones malditas (Chapa Discos, 1994) Reedición CD. Pista 9.[3]
- Las canciones malditas (Zafiro, 1997) Reedición CD. Pista 8.[4]
- Lo mejor de la edad de oro del pop español. Kaka de Luxe (Zafiro, 2001) CD. Pista 9.[5]